# Meine
Meine és un municipi situat al districte de Gifhorn, a l'estat federat de Baixa Saxònia, a Alemanya, a una altitud de 80 metres sobre el nivell del mar. La seva població a la fi de 2016 era d'uns 8.550 habitants i la seva densitat poblacional, 220 hab/km².
Està situat a poca distància a l'oest de la frontera amb l'estat de Saxònia-Anhalt, i molt a prop de les ciutats de Braunschweig i Wolfsburg.